# 皮耶·莫瑞爾
皮耶·莫瑞爾（法語：Pierre Morel，1964年5月12日—），法國攝影指導和導演，執導過較出名的作品如《暴力特區》（2004年）、《即刻救援》（2008年）和《諜戰巴黎》（2010年）。

## 作品列表

### 攝影指導
- 《玩命快遞》（2002年）
- 《鬥犬》（2005年）
- 《愛情大災難（英语：Love and Other Disasters）》（2006年）
- 《終極殺陣：最後衝刺》（2007年）
- 《玩命對戰》（2007年）

### 導演
- 《暴力特區》（2004年）
- 《即刻救援》（2008年）
- 《諜戰巴黎》（2010年）
- 《零点时刻》（2013年；電視劇）
- 《全面逃殺》（2015年）[1]
- 《血薄荷》（2018年）
- 《沙漠伏击（英语：Al Kameen）》（2021年）
- 《超危險保鑣》（2023年）[2][3]
- 《黑雀特工（英语：Canary Black）》（2024年）

## 外部連結
- 皮耶·莫瑞爾在互联网电影资料库（IMDb）上的資料（英文）
- 在AllMovie上皮耶·莫瑞爾的頁面（英文）